# Parrocchie della diocesi di Cremona

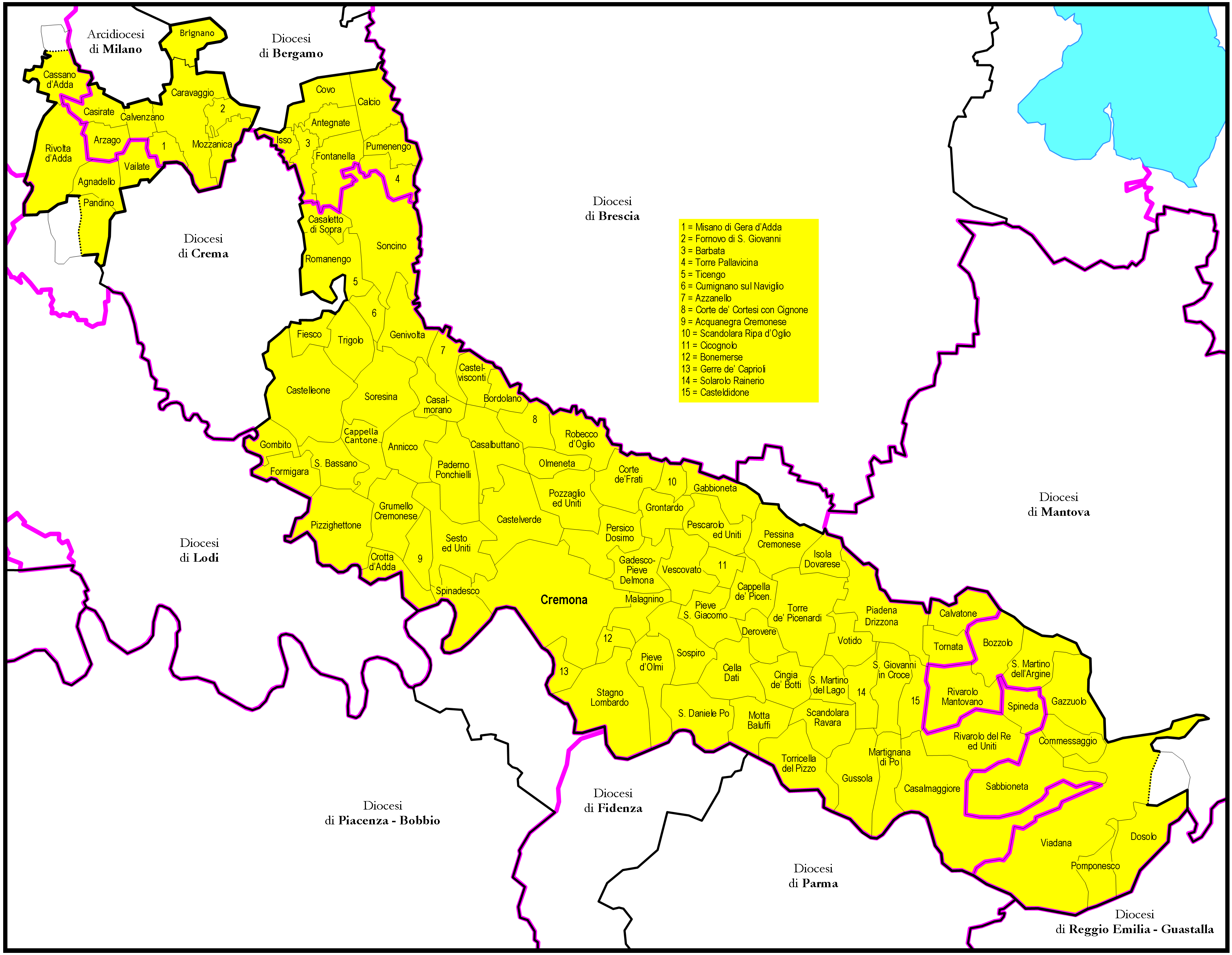
Mappa della diocesi

Le parrocchie della diocesi di Cremona sono 222.

## Zone pastorali
La diocesi è organizzata in 5 zone pastorali. 

### Zona pastorale 1
| Parrocchia               | Patrono                            | Comune                | Frazione/Quartiere  |
| ------------------------ | ---------------------------------- | --------------------- | ------------------- |
| Cassano - duomo          | Santi Maria e Zeno                 | Cassano d'Adda        | centro              |
| Agnadello                | San Vittore Martire                | Agnadello             | centro              |
| Antegnate                | San Michele Arcangelo              | Antegnate             | centro              |
| Arzago d'Adda            | San Lorenzo                        | Arzago d'Adda         | centro              |
| Barbata                  | Santi Pietro e Paolo               | Barbata               | centro              |
| Brignano Gera d'Adda     | Santa Maria Assunta                | Brignano Gera d'Adda  | centro              |
| Calcio                   | San Vittore Martire                | Calcio                | centro              |
| Calvenzano               | Santi Pietro e Paolo               | Calvenzano            | centro              |
| Caravaggio               | Santi Fermo e Rustico Martiri      | Caravaggio            | centro              |
| Casirate d'Adda          | Santa Maria Immacolata             | Casirate d'Adda       | centro              |
| Cascine San Pietro       | San Pietro Apostolo                | Cassano d'Adda        | Cascine San Pietro  |
| Cassano - Cristo Risorto | Cristo Risorto                     | Cassano d'Adda        | centro              |
| Cassano - Annunciazione  | Annunciazione                      | Cassano d'Adda        | centro              |
| Covo                     | Santi Giacomo e Filippo            | Covo                  | centro              |
| Fontanella               | San Cassiano                       | Fontanella            | centro              |
| Fornovo San Giovanni     | San Giovanni Battista              | Fornovo San Giovanni  | centro              |
| Masano                   | San Vitale                         | Caravaggio            | Masano              |
| Misano di Gera d'Adda    | San Lorenzo                        | Misano di Gera d'Adda | centro              |
| Mozzanica                | Santo Stefano Protomartire         | Mozzanica             | centro              |
| Pandino                  | Santa Margherita vergine e martire | Pandino               | centro              |
| Pumenengo                | Santi Pietro e Paolo Apostoli      | Pumenengo             | centro              |
| Rivolta d'Adda           | Santi Maria Assunta e Sigismondo   | Rivolta d'Adda        | centro              |
| Santa Maria in Campagna  | Santa Maria Assunta                | Torre Pallavicina     | Santa Maria Portici |
| Vailate                  | Santi Pietro e Paolo Apostoli      | Vailate               | centro              |
| Vidalengo                | San Giovanni Evangelista           | Caravaggio            | Vidalengo           |

### Zona pastorale 2
| Parrocchia                    | Patrono                                     | Comune                        | Frazione/Quartiere       |
| ----------------------------- | ------------------------------------------- | ----------------------------- | ------------------------ |
| Soncino - SS. Maria e Giacomo | Santi Maria Assunta e Giacomo               | Soncino                       | centro                   |
| Acquanegra                    | Santi Cosma e Damiano                       | Acquanegra Cremonese          | centro                   |
| Annicco                       | San Giovanni Battista Decollato             | Annicco                       | centro                   |
| Azzanello                     | Sant'Andrea Apostolo                        | Azzanello                     | centro                   |
| Barzaniga                     | Santi Pietro Apostolo e Paolo di Tarso      | Annicco                       | Barzaniga                |
| Bordolano                     | San Giacomo il Maggiore                     | Bordolano                     | centro                   |
| Casalbuttano                  | San Giorgio Martire                         | Casalbuttano ed Uniti         | Casalbuttano             |
| Casaletto di Sopra            | San Quirico                                 | Casaletto di Sopra            | centro                   |
| Casalmorano                   | Sant'Ambrogio                               | Casalmorano                   | centro                   |
| Casalsigone                   | Sant'Andrea Apostolo                        | Pozzaglio ed Uniti            | Casalsigone              |
| Casanova del Morbasco         | Santi Pietro e Andrea                       | Sesto ed Uniti                | Casanova del Morbasco    |
| Castelleone                   | Santi Filippo e Giacomo il Minore           | Castelleone                   | centro                   |
| Castelnuovo del Zappa         | San Michele Arcangelo                       | Castelverde                   | Castelnuovo del Zappa    |
| Castelnuovo Gherardi          | San Pietro Apostolo                         | Pozzaglio ed Uniti            | Castelnuovo Gherardi     |
| Castelverde                   | Sant'Archelao                               | Castelverde                   | centro                   |
| Castelvisconti                | Santa Maria della Scala                     | Castelvisconti                | centro                   |
| Cignone                       | San Materno                                 | Corte de' Cortesi con Cignone | Cignone                  |
| Cornaleto                     | Sant'Andrea Apostolo                        | Formigara                     | Cornaleto                |
| Corte de' Cortesi             | Santi Filippo e Giacomo                     | Corte de' Cortesi con Cignone | centro                   |
| Corte de' Frati               | Santi Filippo e Giacomo Apostoli            | Corte de' Frati               | centro                   |
| Corte Madama                  | San Martino Vescovo                         | Castelleone                   | Corte Madama             |
| Cortetano                     | San Matteo apostolo ed evangelista          | Sesto ed Uniti                | Cortetano                |
| Costa Sant'Abramo             | Sant'Abramo                                 | Castelverde                   | Costa Sant'Abramo        |
| Crotta d'Adda                 | San Lorenzo                                 | Crotta d'Adda                 | centro                   |
| Cumignano sul Naviglio        | San Giorgio Martire                         | Cumignano sul Naviglio        | centro                   |
| Farfengo                      | San Nicola di Bari                          | Grumello Cremonese ed Uniti   | Farfengo                 |
| Fengo                         | Sant'Alessandro Martire                     | Acquanegra Cremonese          | Fengo                    |
| Fiesco                        | San Procopio                                | Fiesco                        | centro                   |
| Formigara                     | Santi Nazario e Celso                       | Formigara                     | centro                   |
| Gallignano                    | San Pietro Apostolo                         | Soncino                       | Gallignano               |
| Genivolta                     | San Lorenzo Martire                         | Genivolta                     | centro                   |
| Gera - San Pietro             | San Pietro Apostolo                         | Pizzighettone                 | Gera                     |
| Gera - San Rocco              | San Rocco                                   | Pizzighettone                 | Gera                     |
| Gombito                       | Santi Sisto e Liberata                      | Gombito                       | centro                   |
| Grontorto                     | Sant'Andrea Apostolo                        | Annicco                       | Grontorto                |
| Grumello                      | San Bartolomeo Apostolo                     | Grumello Cremonese ed Uniti   | Grumello                 |
| Isengo                        | San Bartolomeo Apostolo                     | Soncino                       | Isengo                   |
| Luignano                      | Santi Pietro Apostolo e Paolo di Tarso      | Sesto ed Uniti                | Luignano                 |
| Marzalengo                    | San Biagio                                  | Castelverde                   | Marzalengo               |
| Melotta                       | San Bernardo Abate                          | Casaletto di Sopra            | Melotta                  |
| Mirabello Ciria               | Sant'Antonio di Padova                      | Casalmorano                   | Mirabello Ciria          |
| Olmeneta                      | San Giovanni Battista                       | Olmeneta                      | centro                   |
| Ossolaro                      | Santo Stefano Protomartire                  | Paderno Ponchielli            | Ossolaro                 |
| Paderno Ponchielli            | San Dalmazio                                | Paderno Ponchielli            | centro                   |
| Pizzighettone                 | San Bassiano                                | Pizzighettone                 | centro                   |
| Polengo                       | San Pietro Apostolo                         | Casalbuttano ed Uniti         | Polengo                  |
| Pozzaglio                     | San Lorenzo                                 | Pozzaglio ed Uniti            | centro                   |
| Regona                        | San Patrizio                                | Pizzighettone                 | Regona                   |
| Robecco d’Oglio               | Santi Giuseppe e Biagio                     | Robecco d'Oglio               | centro                   |
| Roggione                      | Beata Vergine del Roggione                  | Pizzighettone                 | Roggione                 |
| Romanengo                     | Santi Giovanni Battista e Biagio di Sebaste | Romanengo                     | centro                   |
| San Bassano                   | San Martino Vescovo                         | San Bassano                   | centro                   |
| San Latino                    | Sacro Cuore di Gesù e San Latino            | Castelleone                   | San Latino               |
| Santa Maria                   | Santa Maria Annunziata                      | Cappella Cantone              | Santa Maria dei Sabbioni |
| San Martino in Beliseto       | San Martino di Tours                        | Castelverde                   | San Martino in Beliseto  |
| San Vito                      | San Vito                                    | Casalbuttano ed Uniti         | San Vito                 |
| Sesto Cremonese               | Santi Nazario e Celso                       | Sesto ed Uniti                | centro                   |
| Soncino - San Pietro          | San Pietro Apostolo                         | Soncino                       | centro                   |
| Soresina                      | San Siro                                    | Soresina                      | centro                   |
| Spinadesco                    | San Martino Vescovo                         | Spinadesco                    | centro                   |
| Ticengo                       | Sant'Andrea Apostolo                        | Ticengo                       | centro                   |
| Trigolo                       | San Benedetto Abate                         | Trigolo                       | centro                   |
| Villacampagna                 | San Bernardo abate                          | Soncino                       | Villacampagna            |
| Zanengo                       | San Materno                                 | Grumello Cremonese ed Uniti   | Zanengo                  |

### Zona pastorale 3
| Parrocchia                             | Patrono                               | Comune  | Frazione/Quartiere   |
| -------------------------------------- | ------------------------------------- | ------- | -------------------- |
| Cattedrale                             | Santa Maria Assunta                   | Cremona | centro               |
| Sant'Agata                             | Sant'Agata                            | Cremona | centro               |
| San Michele                            | San Michele Arcangelo                 | Cremona | centro               |
| Beata Vergine di Caravaggio            | Beata Vergine di Caravaggio           | Cremona | est                  |
| Beata Vergine Lauretana e San Genesio  | Beata Vergine Lauretana e San Genesio | Cremona | centro               |
| Sant'Ambrogio                          | Sant'Ambrogio                         | Cremona | centro-Stazione      |
| Santi Nazario e Celso in Sant'Abbondio | Santi Nazario e Celso                 | Cremona | centro               |
| Santi Imerio e Clemente                | Sant'Imerio e San Clemente            | Cremona | centro               |
| San Bernardo                           | San Bernardo                          | Cremona | nord-est             |
| Santa Maria della Pietà                | Santa Maria della Pietà               | Cremona | est-Ospedale         |
| Santi Fabiano e Sebastiano             | San Fabiano e San Sebastiano          | Cremona | est                  |
| San Giorgio in San Pietro              | San Giorgio Martire                   | Cremona | centro               |
| Santi Giacomo e Agostino               | Santi Giacomo e Agostino              | Cremona | centro               |
| Santi Apollinare e Ilario              | Santi Apollinare e Ilario             | Cremona | centro               |
| Cristo Re                              | Cristo Re                             | Cremona | ovest                |
| Cambonino                              | Santi Nazario e Celso                 | Cremona | Cambonino            |
| Cavatigozzi                            | Santa Maria Maddalena                 | Cremona | Cavatigozzi          |
| Boschetto                              | Santa Maria Annunziata                | Cremona | Boschetto            |
| Maristella                             | Immacolata Concezione                 | Cremona | Maristella           |
| Migliaro                               | Santa Maria Nascente                  | Cremona | Migliaro             |
| Picenengo                              | San Bartolomeo Apostolo               | Cremona | Picenengo            |
| San Felice                             | San Felice Martire                    | Cremona | San Felice           |
| San Savino                             | San Savino Vescovo                    | Cremona | San Savino Cremonese |
| San Francesco d'Assisi                 | San Francesco d'Assisi                | Cremona | Zaist (nord-est)     |

### Zona pastorale 4
| Parrocchia                | Patrono                                      | Comune                  | Frazione/Quartiere        |
| ------------------------- | -------------------------------------------- | ----------------------- | ------------------------- |
| Piadena                   | Santa Maria Assunta                          | Piadena Drizzona        | Piadena                   |
| Binanuova                 | Santi Martino di Tours e Nicola di Bari      | Gabbioneta-Binanuova    | Binanuova                 |
| Bonemerse                 | Santa Maria Nascente                         | Bonemerse               | centro                    |
| Bosco ex Parmigiano       | San Gioacchino                               | Gerre de' Caprioli      | Bosco ex Parmigiano       |
| Brancere                  | Ascensione di Gesù Cristo                    | Stagno Lombardo         | Brancere                  |
| Ca' d'Andrea              | Sant'Andrea Apostolo                         | Torre de' Picenardi     | Ca' d'Andrea              |
| Ca' de’ Soresini          | San Pietro Martire                           | San Martino del Lago    | Cà de' Soresini           |
| Ca' de' Stefani           | San Bartolomeo Apostolo                      | Vescovato               | Cà de' Stefani            |
| Cappella de' Picenardi    | San Pancrazio                                | Cappella de' Picenardi  | centro                    |
| Casteldidone              | Santi Abdon e Sennen                         | Casteldidone            | centro                    |
| Castelponzone             | Santi Faustino e Giovita                     | Scandolara Ravara       | Castelponzone             |
| Cella Dati                | Santa Maria Assunta                          | Cella Dati              | centro                    |
| Cicognolo                 | San Donnino                                  | Cicognolo               | centro                    |
| Cingia de' Botti          | Santi Pietro Apostolo e Giovanni Evangelista | Cingia de' Botti        | centro                    |
| Derovere                  | San Giorgio Martire                          | Derovere                | centro                    |
| Dosimo                    | San Giovanni Battista                        | Persico Dosimo          | Dosimo                    |
| Drizzona                  | Sant'Eufemia                                 | Piadena Drizzona        | Drizzona                  |
| Gabbioneta                | Sant'Ambrogio                                | Gabbioneta-Binanuova    | Gabbioneta                |
| Gadesco                   | Santi Gervasio e Protasio                    | Gadesco-Pieve Delmona   | Gadesco                   |
| Grontardo                 | San Basilio                                  | Grontardo               | centro                    |
| Isola Dovarese            | San Nicola Vescovo                           | Isola Dovarese          | centro                    |
| Isola Pescaroli           | San Biagio                                   | San Daniele Po          | Isola Pescaroli           |
| Levata                    | San Martino Vescovo                          | Grontardo               | Levata                    |
| Longardore                | Natività di San Giovanni Battista            | Sospiro                 | Longardore                |
| Motta Baluffi             | San Cataldo vescovo                          | Motta Baluffi           | centro                    |
| Persico                   | Santi Cosma e Damiano                        | Persico Dosimo          | Persico                   |
| Pescarolo                 | Sant'Andrea Apostolo                         | Pescarolo ed Uniti      | centro                    |
| Pessina                   | San Giorgio Martire                          | Pessina Cremonese       | centro                    |
| Pieve Delmona             | Santi Pietro e Paolo Apostoli                | Gadesco-Pieve Delmona   | Pieve Delmona             |
| Pieve d'Olmi              | San Geminiano Vescovo                        | Pieve d'Olmi            | centro                    |
| Pieve San Giacomo         | San Giacomo Apostolo                         | Pieve San Giacomo       | centro                    |
| Pieve Terzagni            | San Giovanni Battista                        | Pescarolo ed Uniti      | Pieve Terzagni            |
| Pozzo Baronzio            | Santa Maria Assunta                          | Torre de' Picenardi     | Pozzo Baronzio            |
| Pugnolo                   | San Giovanni Battista                        | Cella Dati              | Pugnolo                   |
| Quistro                   | San Lorenzo                                  | Persico Dosimo          | Quistro                   |
| San Daniele Po            | San Daniele                                  | San Daniele Po          | centro                    |
| San Giacomo Lovera        | San Giacomo Apostolo                         | Malagnino               | San Giacomo Lovera        |
| San Giovanni in Croce     | San Giovanni Battista                        | San Giovanni in Croce   | centro                    |
| San Lorenzo Aroldo        | San Lorenzo Martire                          | Solarolo Rainerio       | San Lorenzo Aroldo        |
| San Lorenzo de' Picenardi | San Lorenzo Diacono e Martire                | Torre de' Picenardi     | San Lorenzo de' Picenardi |
| San Marino                | San Marino                                   | Gadesco-Pieve Delmona   | Ardole San Marino         |
| San Martino del Lago      | Sant'Agata                                   | San Martino del Lago    | centro                    |
| San Michele Sette Pozzi   | San Michele Arcangelo                        | Malagnino               | Sette Pozzi               |
| San Salvatore             | San Sisto                                    | Sospiro                 | San Salvatore             |
| Scandolara Ravara         | Santa Maria Assunta                          | Scandolara Ravara       | centro                    |
| Scandolara Ripa d’Oglio   | San Michele Arcangelo                        | Scandolara Ripa d'Oglio | centro                    |
| Solarolo Monasterolo      | Santi Pietro e Paolo                         | Motta Baluffi           | Solarolo Monasterolo      |
| Solarolo Rainerio         | Santo Stefano Protomartire                   | Solarolo Rainerio       | centro                    |
| Sospiro                   | San Siro Vescovo                             | Sospiro                 | centro                    |
| Stagno Lombardo           | Santi Nazario e Celso                        | Stagno Lombardo         | centro                    |
| Stilo de' Mariani         | Sant'Andrea Apostolo                         | Pessina Cremonese       | Stilo de' Mariani         |
| Tidolo                    | San Marco Evangelista                        | Sospiro                 | Tidolo                    |
| Torre de’ Picenardi       | Sant'Ambrogio                                | Torre de' Picenardi     | centro                    |
| Vescovato                 | San Leonardo Abate                           | Vescovato               | centro                    |
| Vho                       | Cattedra di San Pietro                       | Piadena Drizzona        | Vho                       |
| Vidiceto                  | Sant'Andrea Apostolo                         | Cingia de' Botti        | Vidiceto                  |
| Villarocca                | San Leonardo                                 | Pessina Cremonese       | Villarocca                |
| Voltido                   | San Michele Arcangelo                        | Voltido                 | centro                    |

### Zona pastorale 5
| Parrocchia                       | Patrono                                  | Comune                   | Frazione/Quartiere         |
| -------------------------------- | ---------------------------------------- | ------------------------ | -------------------------- |
| Casalmaggiore - Duomo            | Santo Stefano Protomartire               | Casalmaggiore            | centro                     |
| Agoiolo                          | San Giacomo Apostolo                     | Casalmaggiore            | Agoiolo                    |
| Belforte                         | San Bartolomeo Apostolo                  | Gazzuolo                 | Belforte di Gazzuolo       |
| Bellaguarda                      | Santa Maria Maddalena                    | Viadana                  | Bellaguarda                |
| Bozzolo                          | San Pietro Apostolo                      | Bozzolo                  | centro                     |
| Breda Cisoni                     | San Giorgio Martire                      | Sabbioneta               | Breda Cisoni               |
| Brugnolo                         | Santa Maria Nascente                     | Rivarolo del Re ed Uniti | Brugnolo                   |
| Buzzoletto                       | Spirito Santo                            | Viadana                  | Buzzoletto                 |
| Calvatone                        | Santa Maria Immacolata                   | Calvatone                | centro                     |
| Caminata                         | San Genesio                              | Casalmaggiore            | Caminata di Casalmaggiore  |
| Cappella                         | Sant'Agata                               | Casalmaggiore            | Cappella                   |
| Casalbellotto                    | Santa Maria Nascente                     | Casalmaggiore            | Casalbellotto              |
| Canaletto Po                     | Sant'Ignazio Martire                     | Viadana                  | Casaletto                  |
| Casalmaggiore - San Leonardo     | San Leonardo di Noblac                   | Casalmaggiore            | centro-sud                 |
| Cavallara                        | Santo Stefano Protomartire               | Viadana                  | Cavallara                  |
| Cicognara                        | Santa Giulia                             | Viadana                  | Cicognara                  |
| Cividale Mantovano               | Santa Giulia Vergine e Martire           | Rivarolo Mantovano       | Cividale Mantovano         |
| Cogozzo                          | Santi Filippo e Giacomo Apostoli         | Viadana                  | Cogozzo                    |
| Commessaggio                     | Sant'Albino Vescovo                      | Commessaggio             | centro                     |
| Correggioverde                   | Santa Maria Assunta                      | Dosolo                   | Correggioverde             |
| Dosolo                           | Santi Gervasio e Protasio                | Dosolo                   | centro                     |
| Fossacaprara                     | San Lorenzo Martire                      | Casalmaggiore            | Fossacaprara               |
| Gazzuolo                         | Santa Maria Nascente                     | Gazzuolo                 | centro                     |
| Gussola                          | Annunciazione                            | Gussola                  | centro                     |
| Martignana di Po                 | Santa Lucia                              | Martignana di Po         | centro                     |
| Pomponesco                       | Santi Sette Fratelli Martiri             | Pomponesco               | centro                     |
| Ponteterra                       | San Gerolamo                             | Sabbioneta               | Ponteterra                 |
| Quattrocase                      | San Giovanni Evangelista                 | Casalmaggiore            | Quattrocase                |
| Rivarolo del Re                  | San Zeno Vescovo                         | Rivarolo del Re ed Uniti | centro                     |
| Rivarolo Mantovano               | Santa Maria Annunziata                   | Rivarolo Mantovano       | centro                     |
| Romprezzagno                     | San Francesco d'Assisi                   | Tornata                  | Romprezzagno               |
| Roncadello Po                    | San Giovanni Battista                    | Casalmaggiore            | Roncadello                 |
| San Martino dall'Argine          | Santa Maria Annunziata                   | San Martino dall'Argine  | centro                     |
| San Matteo delle Chiaviche       | San Matteo apostolo ed evangelista       | Viadana                  | San Matteo delle Chiaviche |
| Sabbioneta                       | Santa Maria Assunta                      | Sabbioneta               | centro                     |
| Sabbioni                         | Nostra Signora di Lourdes e San Ludovico | Viadana                  | Sabbioni                   |
| Salina                           | Sant'Antonio Abate                       | Viadana                  | Salina                     |
| Spineda                          | San Salvatore                            | Spineda                  | centro                     |
| Tornata                          | Santi Antonio Abate e Ambrogio Vescovo   | Tornata                  | centro                     |
| Torricella del Pizzo             | San Nicola di Bari                       | Torricella del Pizzo     | centro                     |
| Viadana - Duomo                  | Santi Maria Assunta e Cristoforo         | Viadana                  | centro                     |
| Viadana - Santa Maria Annunziata | Santa Maria Annunziata                   | Viadana                  | centro                     |
| Viadana - Santi Martino e Nicola | Santi Martino e Nicola                   | Viadana                  | centro-ovest               |
| Viadana - San Pietro             | San Pietro Apostolo                      | Viadana                  | centro-nord                |
| Vicobellignano                   | Santa Maria Assunta                      | Casalmaggiore            | Vicobellignano             |
| Vicoboneghisio                   | Santa Margherita                         | Casalmaggiore            | Vicoboneghisio             |
| Vicomoscano                      | San Pietro Apostolo                      | Casalmaggiore            | Vicomoscano                |
| Villa Pasquali                   | Sant'Antonio Abate                       | Sabbioneta               | Villa Pasquali             |
| Villanova                        | Santa Maria Maddalena                    | Rivarolo del Re ed Uniti | Villanova                  |
| Villastrada                      | Sant'Agata                               | Dosolo                   | Villastrada                |